# Wierzbica Górna (przystanek kolejowy)
Wierzbica Górna - przystanek kolejowy w Wierzbicy Górnej, w województwie opolskim, w powiecie kluczborskim, w gminie Wołczyn, w Polsce.

## Ruch pasażerski
W roku 2017 przystanek obsługiwał 50–99 pasażerów na dobę. W roku 2022 dobowa wymiana pasażerska na przystanku wynosiła również 50-99 pasażerów.